# Cryptotomus roseus
Genre
Espèce
Statut de conservation UICN

 LC  : Préoccupation mineure
Cryptotomus roseus est une espèce de poissons-perroquet de la famille des Scaridae, seul représentant du genre Cryptotomus.
On trouve ce poisson, relativement rare, aux Caraïbes et jusqu'au Brésil.